# Cape Canaveral
Cape Canaveral je područje u okrugu Brevard na Floridi u SAD-u na 28°33′21″N 80°36′17″W / 28.55583°N 80.60472°W.
Cape Canaveral, točnije Svemirski centar John F. Kennedy koji se tamo nalazi, bio je ključna točka utrke na Mjesec, koju su vodile Sjedinjene Američke Države i bivši SSSR. 
Uz Svemirski centar John F. Kennedy, dio Cape Canaverala je i Centar zračnih snaga Cape Canaveral (Cape Canaveral Air Force Station). 
Mnoge se američke svemirske letjelice, s ili bez posade, lansiraju s neke od prethodno navedenih lokacija; zato se izraz "Cape Canaveral" ili samo "Canaveral" počeo odnositi na bilo koju od tih lokacija. Baza se nalazi istočno od otoka Merritt i od njega je odvojen rijekom Banana. Baza uključuje i svjetionik Cape Canaveral te luku Canaveral. Grad Cape Canaveral nalazi se nekoliko kilometara južno od baze.
Prva raketa lansirana iz Capea bila je Bumper 8 i to 24. lipnja 1950. Tamo je 6. veljače 1959. provedeno prvo uspješno testiranje međukontinentalnog balističkog projektila Titan. Sve su svemirske letjelice vlade SAD-a (odnosno NASA-e) lansirane upravo s Cape Canaverala.
Cape Canaveral izabran je za mjesto lansiranja raketa kako bi se iskoristila Zemljina rotacija. Centifugalna sila rotacije veća je na ekvatoru i kako bi se ta sila iskoristila rakete se lansiraju prema istoku, odnosno u istom smjeru kao i Zemljina rotacija. Iako SAD ima baze koje su znatno bliže ekvatoru (npr. Havaji, Portoriko), istočna obala Floride ima logističku prednost pred otočnim lokacijama.

## Promjene imena
Od 1963. do 1973. baza je nosila ime Cape Kennedy. Predsjednik John F. Kennedy pružao je veliku potporu svemirskom programu, i nakon atentata na njega 1963., njegova je udovica Jacqueline Kennedy predložila predsjedniku Lyndonu Johnsonu da preimenuje Cape Canaveral u znaku sjećanja na pokojnog predsjednika. Međutim, Johnson je preporučio da se ne preimenuje samo svemirski kompleks nego i cijelo područje koje je nosilo to ime, uključujući i grad Cape Canaveral.
Iako je preimenovanje odobrio Odbor SAD-a za geografska imena, novi naziv nije bio popularana na Floridi, a posebno u gradu Cape Canaveralu. 1973. država je donijela zakon kojim je vraćeno prijašnje ime, staro 400 godina, i Odbor se s time složio. Članovi obitelji Kennedy pismom su izjavili da "razumiju odluku"; Jacqueline Kennedy također je rekla da je znala da ime Canaveral postoji već 400 godina nikad ne bi poduprla promjenu imena cijelog područja. Svemirski je centar ipak zadržao ime "Kennedy".

## Primjer rada
Vozilo na gusjenicama, najveće na svijetu, konstruirano je za prijevoz Mjesečeve rakete. Ono će npr. Saturn V. uključivši i toranj nosač sa svemirskom kapsulom voziti po cesti izgrađenoj samo u tu svrhu s 2,5 metara debelim čelično-betonskim kolovozom do rampe za ispaljivanje na obali. Kapsula Apollo sastoji se iz tri dijela. Na komandnom dijelu putuju tri astronauta do Mjeseca koji će okruživati satelitskom putanjom. Dvojica od pilota će tada prijeći u prigrađeni dio za iskrcavanje na Mjesec (Lunar Excursion Module), pristat će na Mjesečevoj površini, ostat će ondje nekoliko sati i vratiti se ponovo u kružnu putanju. Poslije spajanja s komandnom kapsulom stupit će treći dio letjelice, pogonski dio u funkciju i vratit će astronaute na Zemlju.